# East Williamsburg (Brooklyn)
East Williamsburg es el nombre del área de la parte noroeste del burgo de Brooklyn en la Ciudad de Nueva York, Estados Unidos, que se sitúa entre Williamsburg, Greenpoint, y Bushwick. Gran parte de esta área todavía se conoce como Bushwick, Williamsburg, o Greenpoint con el término East Williamsburg cayendo en desuso desde los años 90. East Williamsburg consiste aproximadamente en lo que era el Tercer Distrito del Pueblo de Williamsburg y se llama ahora el East Williamsburg In-Place Industrial Park (EWIPIP), acotado por los barrios de Northside y Southside Williamsburg al del oeste, Greenpoint al norte, Bushwick al del sur y al sureste, y tanto Maspeth como Ridgewood en Queens al este.

## Historia
En el siglo XVIII, Bushwick ya era una ciudad establecida y el área costera que daba servicio de ferry a la isla de Manhattan era simplemente conocida como Bushwick Shore. La tierra con matorrales que se encontraba entre Bushwick Shore y la ciudad de Bushwick se conocía como Cripplebush. Durante la ocupación de la zona por la Guerra de la Revolución por parte de los británicos, la tierra fue limpiada, y la madera de los matorrales se utilizó como combustible. 

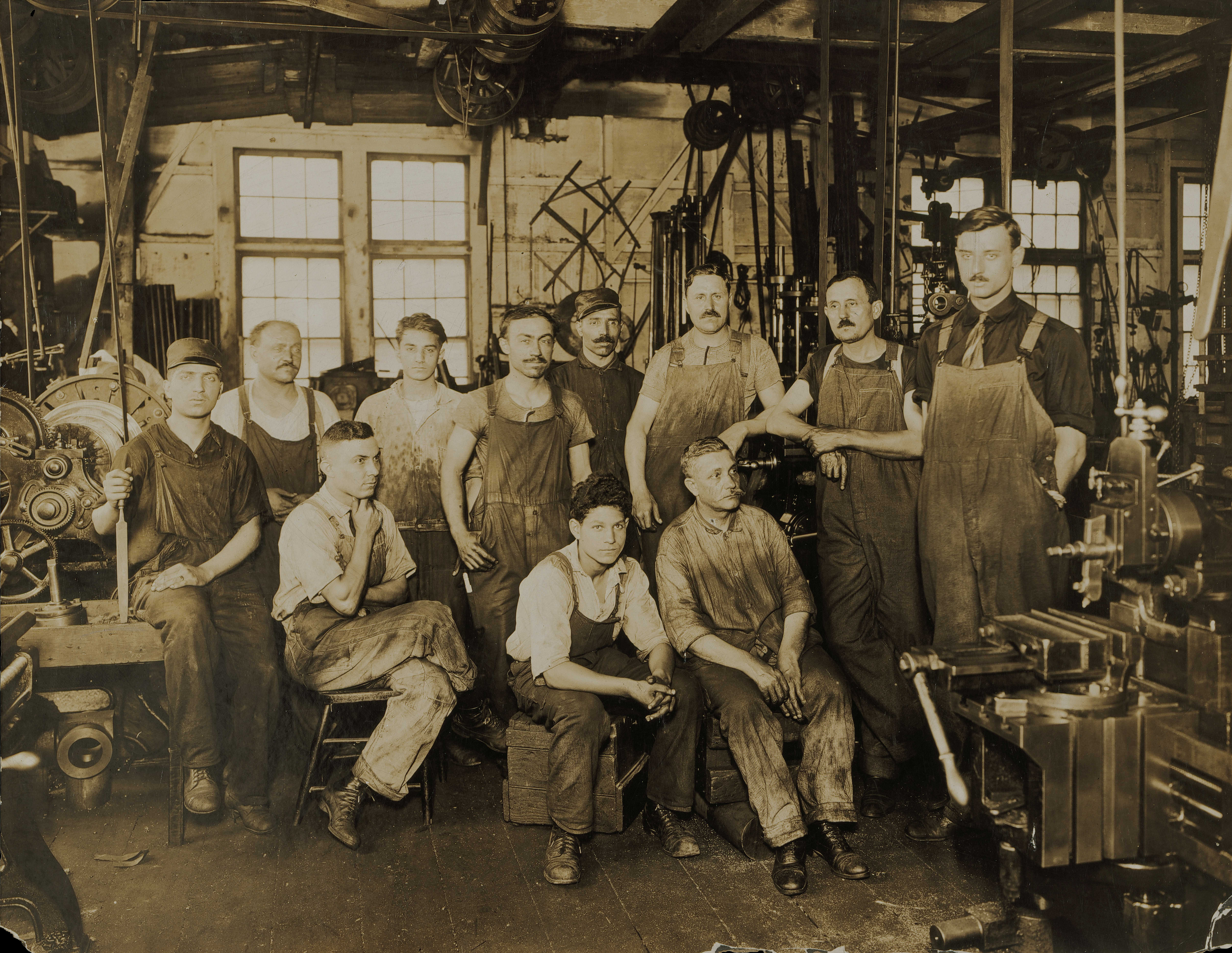
I. DeFrancisci e Hijos, 219 avenida Morgan, Brooklyn, 1917

En 1800, Richard M. Woodhull compró la propiedad frente al mar y estableció un asentamiento, nombrándolo Williamsburgh en honor a su amigo y topógrafo, el coronel Jonathan Williams . Williamsburgh se incorporó como una aldea en 1827 (como parte de la ciudad de Bushwick) e incluyó 26 calles que corren de este a oeste y 12 calles al este de la línea costera que van de norte a sur.
El 18 de abril de 1835, el pueblo de Williamsburg se extendió hacia el este hasta la avenida Bushwick y la avenida Flushing al sureste (entonces conocida como carretera Newtown). La región ahora circunscrita en el oeste por la avenida Unión, en el del sur por Broadway, y entonces a lo largo de la avenida Flushing hasta la avenida Bushwick en el este y en el norte (aproximadamente) por el riachuelo Newtown fue designado como el Tercer Distrito del Pueblo de Williamsburg en 1835. En este tiempo, los tres distritos de Williamsburg eran más generalmente conocidos como el "North Side", "South Side", y el "New Village". 
Los nombres "North Side", "South Side", y el "New Village" aún se utilizan, pero el nombre para el Tercer Distrito ha cambiado a menudo. El New Village fue poblado por alemanes y durante un tiempo tuvo el sobrenombre de "Dutchtown". En 1844, Williamsburg separó de la Ciudad de Bushwick y se convirtió en la Ciudad y Pueblo de Williamsburg. Unas partes del Tercer Distrito se conocieron como "Irish Town" y "The Green" durante la mitad última del siglo XIX.

## Biblioteca
La rama en Bushwick de la Biblioteca Pública de Brooklyn (BPL) está localizada en 340 avenida Bushwick avenida cerca de la calle Seigel. Fue fundada en 1903 y su edificio actual abierto en 1908.

## Cultura
Hay varias comunidades y barrios dentro de East Williamsburg. Desde el siglo XIX tardío, la mayoría de los inmigrantes a esta sección han provenido Italia o de Puerto Rico y otros países latinoamericanos. La avenida Graham (también conocida como Avenida de Puerto Rico al sur de Grand Street, y Vía Vespucci al norte), Grand Street, y la avenida Metropolitan son los principales distritos de compras.
Hay también muchos residentes puertorriqueños. El final hacia el sur de la avenida Graham (también conocida como "Avenida de Puerto Rico") ha sido el centro de un barrio inmigrante latinoamericano desde los años 50.
Desde los años 90, el área ha visto una afluencia importante de artistas jóvenes, profesionales, alumnado y "hipsters", principalmente debido a la proximidad a Manhattan y la existencia de universidades importantes (p. ej. Pratt Instituto, Universidad de Nueva York, Escuela de Artes visuales, Instituto de Moda de Tecnología, La Escuela Nueva) y el alquiler relativamente económico.